# Бабежское сельское поселение
Бабежское се́льское поселе́ние — муниципальное образование в Шербакульском районе Омской области Российской Федерации.
Административный центр — село Бабеж.

## История
Статус и границы сельского поселения установлены Законом Омской области от 30 июля 2004 года № 548-ОЗ «О границах и статусе муниципальных образований Омской области».

## Население
| 2010 | 2011 | 2012 | 2013 | 2014  | 2015  | 2016 |
| ---- | ---- | ---- | ---- | ----- | ----- | ---- |
| 925  | ↘923 | ↘918 | ↘897 | ↘883  | ↘847  | ↘838 |
| 2017 | 2018 | 2019 | 2020 | 2021  | 2023  |      |
| ↘828 | ↘810 | ↗815 | ↘804 | ↗1012 | ↘1004 |      |

Гендерный состав
По данным Всероссийской переписи населения 2010 года в гендерной структуре населения из 925 человек мужчин — 436, женщин — 489 (47,1 и 52,9 % соответственно).

## Состав сельского поселения
| № | Населённый пункт  | Тип населённого пункта       | Население |
| - | ----------------- | ---------------------------- | --------- |
| 1 | Бабеж             | село, административный центр | 668       |
| 2 | Больше-Васильевка | деревня                      | 176       |
| 3 | Вербовка          | деревня                      | 81        |